# Abai (Griechenland)

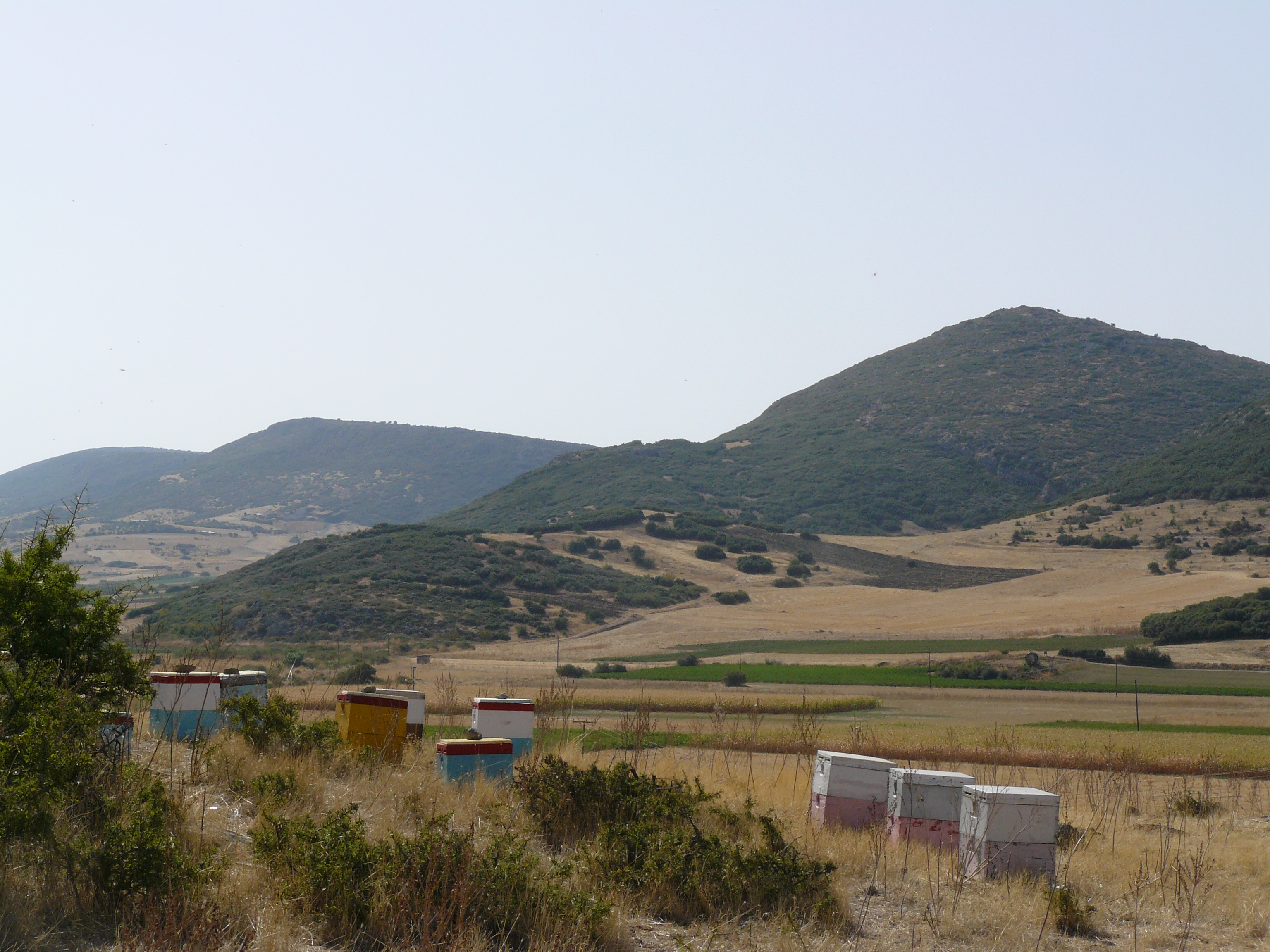
Blick von Hyampolis nach Südosten auf den Ort des antiken Abai.

Abai (altgriechisch Ἄβαι; lateinisch Abae) war eine altgriechische Stadt im Nordosten der Landschaft Phokis. Sie war für ihr Apollon-Orakel bekannt, das vom lydischen König Krösus und von den Thebanern vor der Schlacht bei Leuktra (371 v. Chr.) aufgesucht worden sein soll. Der Tempel wurde 480 v. Chr. von den Persern und 352 v. Chr. während des Dritten Heiligen Krieges niedergebrannt und vom römischen Kaiser Hadrian teilweise wiederhergestellt. Von der einstigen Stadt sind noch Reste der Umfassungsmauer und der Akropolis erhalten.

## Lage

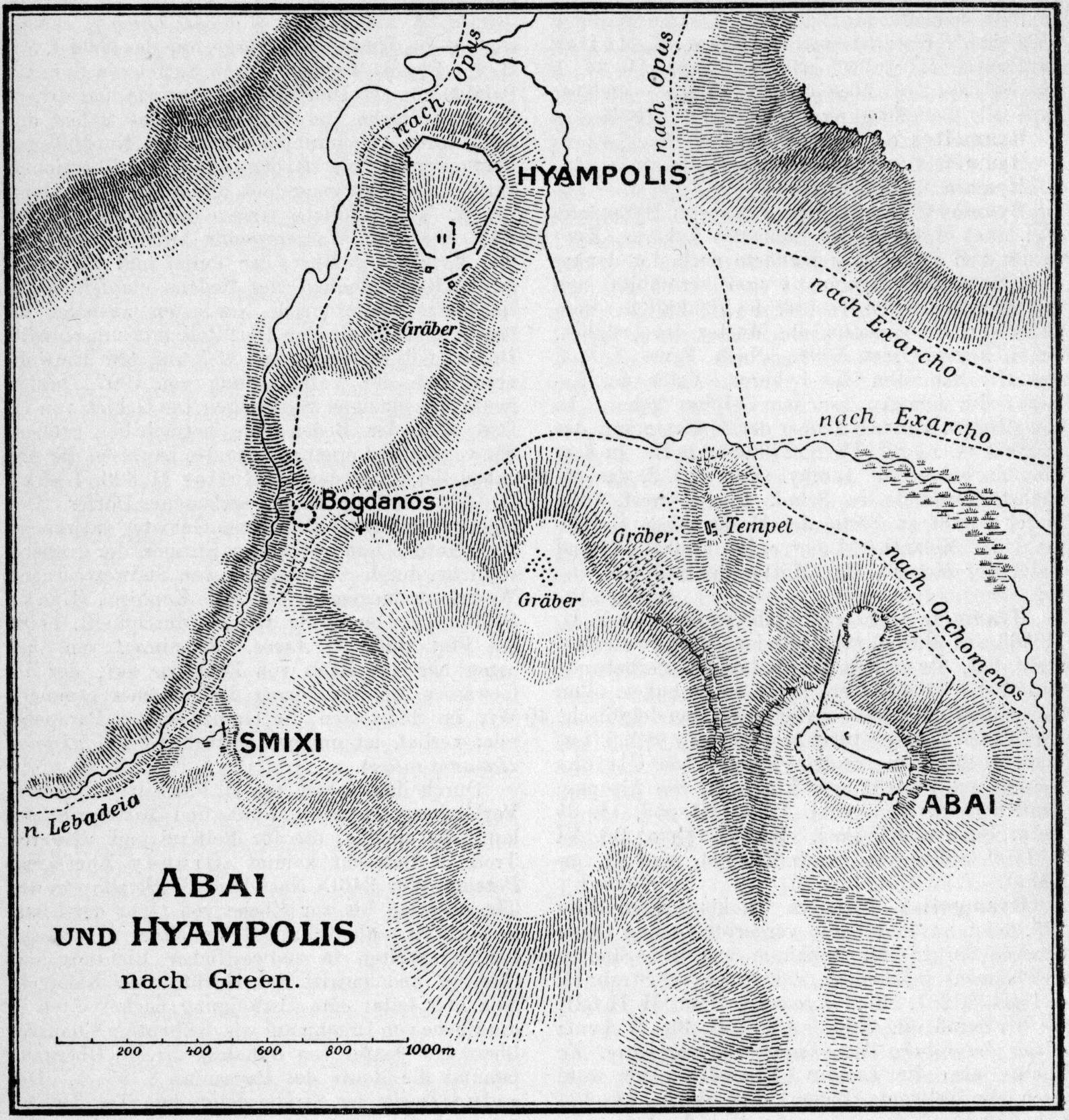
Lage des antiken Abai.

Abai wird mit den geringen Ruinen 2,5 Kilometer westlich des heutigen Ortes Exarchos und 10 km südwestlich von Atalanti identifiziert. Die Stätte liegt in einem östlichen Nebental des Flusses Assos auf dem 431 Meter hohen Hügel Kastro, der die Ebene um etwa 160 Meter überragt. Abai befand sich an der von Orchomenos nach Opus führenden Straße. Das berühmte Apollonheiligtum von Abai lag etwa 6,5 Kilometer nördlich beim Ort Kalapodi. Die Ruinen der antike Stadt Hyampolis liegen 2,5 Kilometer westlich von Abai.

## Geschichte
Benannt wurde Abai laut einheimischer Tradition nach seinem mythischen Gründer Abas, König von Argos. Aristoteles führt die Gründung der Stadt hingegen auf Thraker zurück. Bekannt wurde Abai durch ein außerhalb der Stadtmauern gelegenes altes Orakelheiligtum des Apollon, von dem allerdings nur geringe Reste vorhanden sind. Dieses Orakel soll unter anderem von Krösus, dem letzten König Lydiens, befragt worden sein, ebenso von den Thebanern vor der Schlacht bei Leuktra (371 v. Chr.). Durch die vielen Anrufungen war es im 5. Jahrhundert v. Chr. reich an Votiven – wie z. B. Schilde und Standbilder, die von den Phokern gespendet wurden. Der Tempel wurde 480 v. Chr. während der Perserkriege von dem persischen König Xerxes I. sowie 352 v. Chr. von den Thebanern im Dritten Heiligen Krieg zerstört und blieb seither verfallen. Der römische Kaiser Hadrian ließ neben dem alten Heiligtum einen weiteren, etwas kleineren Apollontempel errichten, in dem Statuen des Apollo, der Latona und der Diana aufgestellt wurden.
Die Stadt selbst wurde 480 v. Chr. von Xerxes I. und 352 v. Chr. von den Thebanern eingenommen. Der makedonische König Philipp II. verschonte sie 346 v. Chr., weil nur sie – im Gegensatz zu allen anderen phokischen Städten – während des Dritten Heiligen Krieges nicht am Angriff auf das Heiligtum von Delphi beteiligt war. Im Jahr 208 v. Chr. wurde Abai dann doch von den Makedonen unter Philipp V. angegriffen; das Orakel blieb allerdings abgabenfrei. Während der hellenistischen Periode wurde Abai vom nahe gelegenen Hyampolis an Bedeutung überflügelt. In römischer Zeit war Abai als heilige Stadt autonom.

## Erforschung
Der englische Archäologe William Martin Leake war der erste, der Abai identifizierte und die Stätte beschrieb. Im Frühling 1894 führte die British School at Athens unter Leitung von A. G. Bather und V. W. Yorke archäologische Grabungen durch.

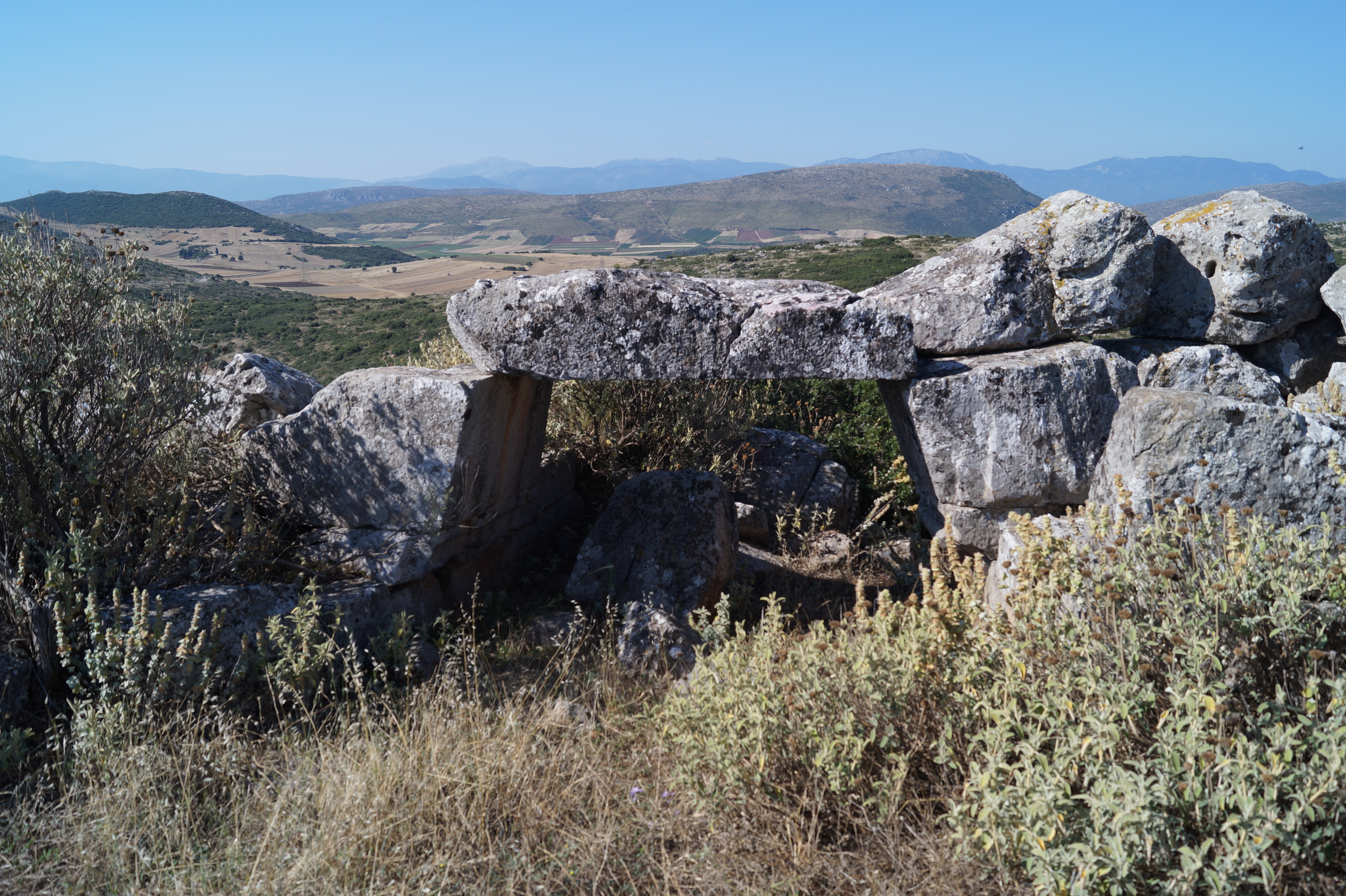
Tor in der äußeren Umfassungsmauer.

## Beschreibung
Die Akropolis von Abai lag auf der Spitze des Berges, der von Westen und Süden leicht zugänglich ist und nach Norden und Osten steil abfällt. Sie war fast komplett von einer polygonalen Mauer umgeben, nur im Osten am steilsten Abschnitt fehlt diese. Eine zweite Mauer umgab diese – sie verlief vom Osten der Akropolis etwa 100 Meter nach Süden, wendete sie sich nach Westen etwa parallel zur Akropolismauer um nach Norden verlaufend an der westlichen Akropolis zu enden. Die äußere Stadtmauer schloss im Norden noch einen Bergsattel und einen Teil der fruchtbaren Ebene ein; hier fand man die Ruinen zahlreicher antiker Gebäude. Der südliche Teil der äußeren Befestigung war mit Vorsprüngen versehen und im Südosten fand man ein gut erhaltenes Tor, das mit einem Turm verstärkt war. Von der von Pausanias erwähnten Agora und dem Theater fehlt bis heute jede Spur. Alle erhaltenen Mauern sind im Polygonalen Stil ausgeführt, stammen aus dem 6./5. Jahrhundert v. Chr. und bestehen aus Kalkstein, der vor Ort gebrochen wurde. Die Mauern haben eine Stärke von 2–2,5 Metern und besitzen noch heute eine Höhe von 1–3 Metern. Die innere und äußere Fassade der Mauer wurde aus großen Steinen gebaut und innen mit Geröll und kleinen Steinen aufgefüllt.
Etwa 700 Meter südwestlich fand man auf einem niedrigen Hügel ein Heiligtum aus dem 4. Jahrhundert v. Chr. mit einer etwa 30 Meter langen Stoa und zwei kleinen Tempeln. Leake und Yorke vermuteten, dass es sich hierbei um das berühmte Apollon-Heiligtum von Abai handeln würde. In der Nekropole am Berghang westlich des Heiligtums wurden seltene bronzene Gegenstände aus hellenistisch-römischer Zeit gefunden, des Weiteren importierte korinthische und attische Keramik sowie Terrakotta.
Von 1972 bis 1982 fand eine Grabung des Deutschen Archäologischen Instituts unter Leitung von Rainer Felsch im Apollonheiligtum bei Kalapodi statt. Von 2004 bis 2013 wurde diese Grabung von Wolf-Dietrich Niemeier fortgesetzt und insgesamt sechs verschiedene Tempel freigelegt. Mit der Grabung konnte die Kontinuitätstheorie von Martin Persson Nilsson rehabilitiert werden und eine Spur zum Tempel von Apollon gefunden werden. Nach diesem jüngsten Stand der Forschungen handelt es sich bei diesem Heiligtum um das Apollonheiligtum von Abai.